# 埠头镇
埠头镇是中国浙江省仙居县所辖的一个镇。面积69.64平方千米，人口1.84万人。邮编：317313。

## 历史沿革
1961年设埠头公社，1984年改乡，1992年大陈乡并入。

## 行政区划
镇政府驻埠头村。
下辖38个行政村：埠头、十都英一、十都英二、十都英三、后里、西爿、西东山、纱岙、李家堰、横路、下油、下溪东、大庄、山枣、紫岩、洪坑、里林、大平地、黄泥墩、徐庄、对垟、王安、谷庄、寺东、半溪、林坑口、大陈、水碓头、三丘田、堰头、白泉、宝坑、牛龙、小屋基、双港、楼下王、永新、三溪。